# Acrocercops panacicorticis
Acrocercops panacicorticis là một loài bướm đêm thuộc họ Gracillariidae. Nó được tìm thấy ở New Zealand.

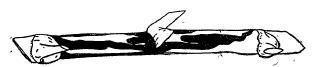
Lá do ấu trùng ăn

Sải cánh dài 7–8 mm. Ấu trùng ăn Nothopanax arboreum.

## Hình ảnh

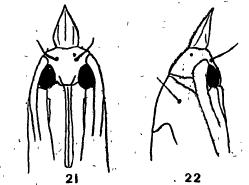